# É Nóis Faze Parapapá
"É Nóis Fazê Parapapá" é uma canção do cantor brasileiro Michel Teló com participação da banda compatriota Sorriso Maroto.

## Antecedentes e recepção
No dia 31 de agosto de 2012, o cantor Teló e o vocalista da banda Sorriso Maroto, Bruno, foram vistos em um estúdio da Som Livre localizado em São Paulo. No mesmo dia, entre uma conversa no twitter, os cantores falaram que os fãs iriam ter uma grande supresa. "É Nóis Fazê Parapapá" foi divulgada pela rádio Paranaíba FM em 15 de agosto de 2012. Logo depois foi disponibilizada no site oficial do cantor.
O site Sertanejo Online, comentou que como é característico das músicas de Teló, "É Nóis Fazê Parapapá" é repleta de bom-humor e trocadilhos. O Jornal do Brasil, comentou que Michel Teló mantém sua fórmula do sucesso, muitas repetições e frases ambíguas que grudam que nem chiclete.

## Contexto e inspiração
Após a estreia do vídeo musical, Bruno Cardoso postou no blog oficial da banda respostas para algumas perguntas feitas através do twitter. Relatou que o motivo do dueto foi para juntar as histórias de ambos, somado ao atual momento e comemorar no palco, fazendo música. O título da canção, teve como influência o funk carioca. Cardoso ainda descreveu a faixa com uma sonoridade bem particular, curiosa e intrigante.
Sobre a inspiração da canção, o interprete comentou: Eu pensei em fazer uma música camaleão, que pudesse virar qualquer tipo de ritmo, estilo… Que pudesse ser tocada por todas as tribos, públicos… A tônica é a alegria. Queria compor um som que as pessoas pudessem extravasar, curtir, entreter, zuar, e "fazê parapapá".

## Vídeo musical
O vídeo acompanhante esteou online no programa televisivo Fantástico no dia 19 de agosto de 2012.

## Desempenho nas tabelas musicais
| Tabela (2012)                       | Melhor posição |
| ----------------------------------- | -------------- |
| Brasil (Crowley Broadcast Analysis) | 3              |
| Brasil (Brasil Hot 100 Airplay)     | 3              |

## Histórico de lançamento
| País   | Data              | Formato          | Gravadora |
| ------ | ----------------- | ---------------- | --------- |
| Brasil | 15 agosto de 2012 | Download digital | Som Livre |